# Meurtre au champagne (téléfilm, 1983)
Pour les articles homonymes, voir Meurtre au champagne (homonymie).
Pour plus de détails, voir Fiche technique et Distribution.
Meurtre au champagne (Sparkling Cyanide) est un téléfilm américain réalisé par Robert Michael Lewis, diffusé le 5 novembre 1983 sur la BBC au Royaume-Uni. Il est adapté du roman Meurtre au champagne d'Agatha Christie.

## Fiche technique
- Titre original : Sparkling Cyanide
- Titre français : Meurtre au champagne
- Réalisation : Robert Michael Lewis
- Scénario : Robert Malcolm Young, Sue Grafton et Steve Humphrey, d'après le roman Meurtre au champagne d'Agatha Christie
- Production : John Glyn-Jones
- Société de production : CBS Entertainment Production et Warner Bros. Television
- Société de distribution : Columbia Broadcasting System (CBS)
- Pays d’origine : États-Unis
- Langue originale : anglais
- Format : couleur - 35 mm - 1,33:1 - mono
- Genre : Téléfilm policier
- Durée : 100 minutes
- Dates de diffusion :
  -  États-Unis : 5 novembre 1983
  -  France : 3 août 1988

## Distribution
- Anthony Andrews (VF : Richard Darbois) : Tony Browne
- Deborah Raffin (VF : Frédérique Tirmont) : Iris Murdoch
- Pamela Bellwood (VF : Christine Delaroche) : Ruth Lessing
- Nancy Marchand (VF : Perrette Pradier) : Lucilla Drake
- Josef Sommer (VF : Roger Crouzet) : George Barton
- David Huffman : Stephan Farraday
- Christine Belford (VF : Marion Loran) : Rosemary Barton
- June Chadwick (VF : Martine Irzenski) : Sandra Farraday
- Barrie Ingham (VF : Gabriel Cattand) : Eric Kidderminster
- Harry Morgan (VF : Marc Cassot) : le commissaire Kemp
- Anne Rogers (VF : Monique Mélinand) : Viola Kidderminster
- Michael Woods (VF : Philippe Bellay) : Victor Drake
- Shera Danese (VF : Anne Kerylen) : Christine Shannon, un témoin
- Ismael Carlo (VF : Sady Rebbot) : le médecin légiste
- Linda Hoy (VF : Renée Duncan) : la propriétaire des bateaux
- Abby Haman : la chanteuse du cabaret
- Juan Fernández (en) (VF : Joseph Falcucci) : un serveur au Chantillon
- Eric Sinclair (VF : Michel Bardinet) : Charles, le maître d'hôtel

## Sortie vidéo
Le téléfilm a fait l'objet d'une sortie sur le support DVD :
- Agatha Christie - Les classiques de Warner Bros. (Coffret 4 DVD-9) sorti le 19 octobre 2011 édité par Koba Films et distribué par Warner Bros. Home Entertainment France. Le ratio est en 1.78:1 panoramique 16:9 (L'image a été recadrée). L'audio est en Français et Anglais 2.0 Dolby Digital avec présence de sous-titres français. En supplément les filmographies des acteurs, un documentaire sur Agatha Christie ainsi que des bandes annonces de l'éditeur. Il s'agit d'une édition Zone 2 Pal[1].